# كارولينا أوستبيرغ
كارولينا أوستبيرغ (بالسويدية: Carolina Östberg)‏ هي مغنية ومغنية أوبرا وممثلة سويدية، ولدت في 17 مايو 1853 في ستوكهولم في السويد، وتوفيت في 27 فبراير 1924. من الجوائز التي نالتها ميدالية الآداب والفنون ‏ سنة 1891.

## جوائز
- ميدالية الآداب والفنون [الإنجليزية]‏ (1891)